# Bethlehem Mariners Harbor

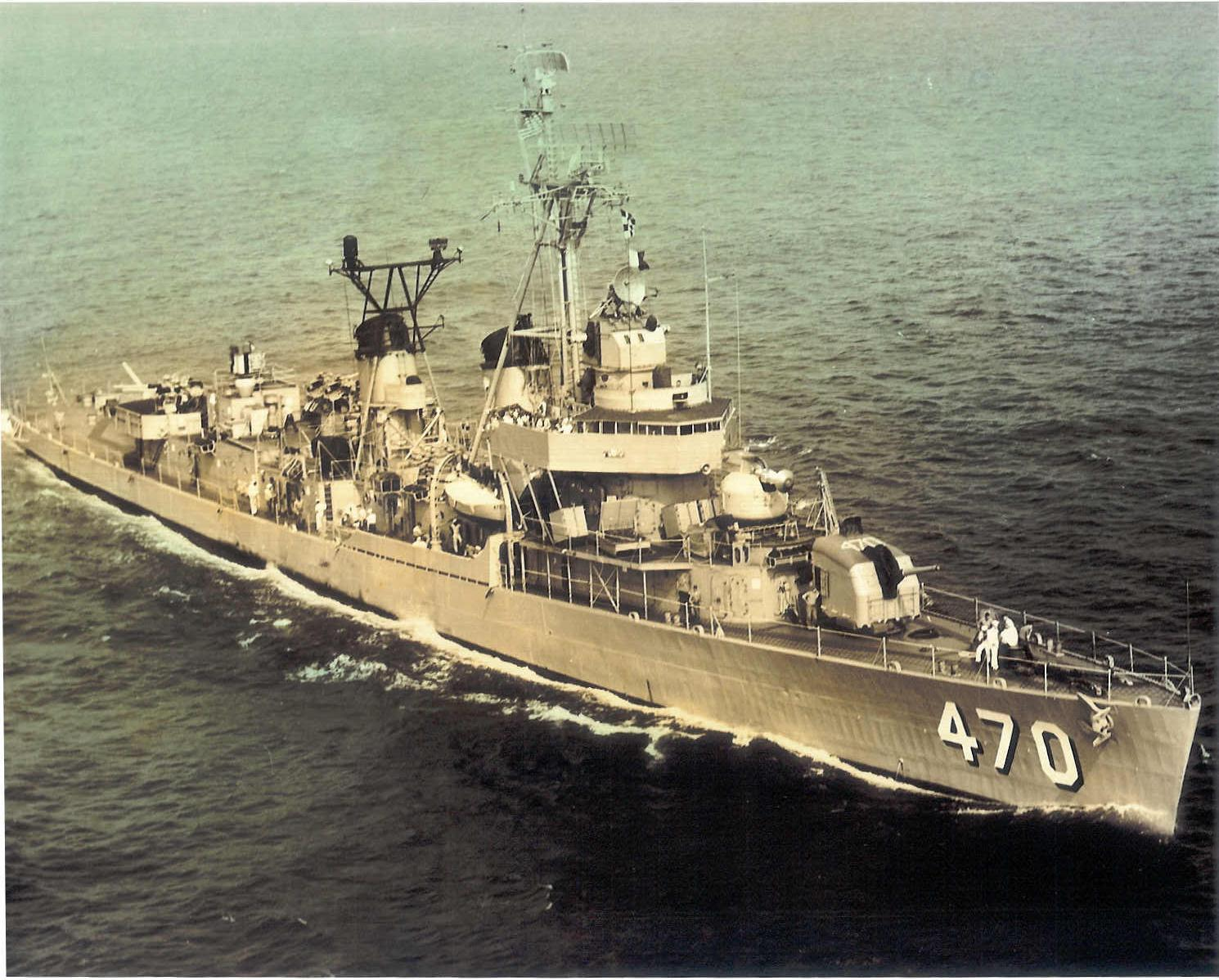
Le, premier destroyer de classe Fletcher construit à Bethlehem Staten Island en 1942

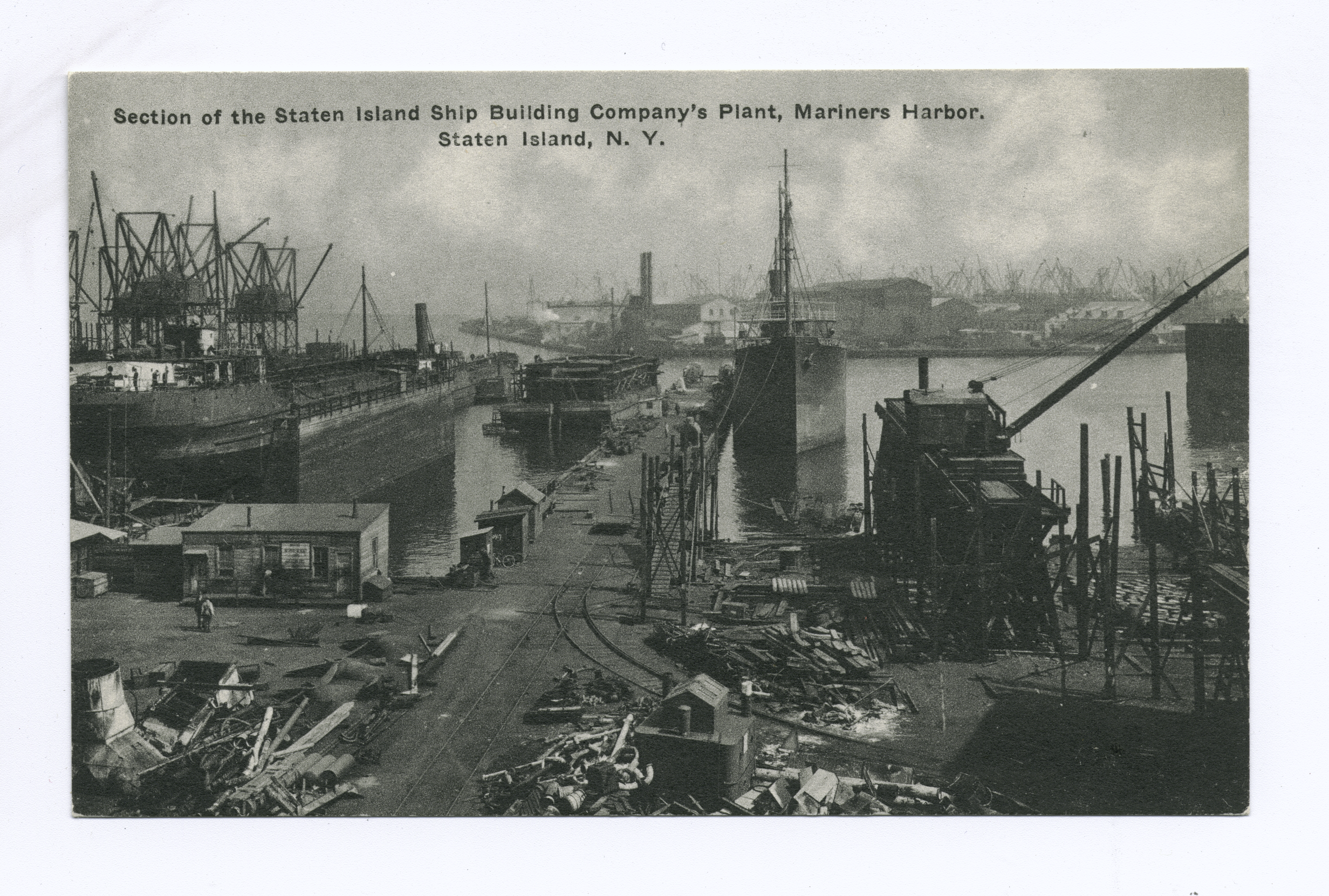
Staten Island Shipbuilding

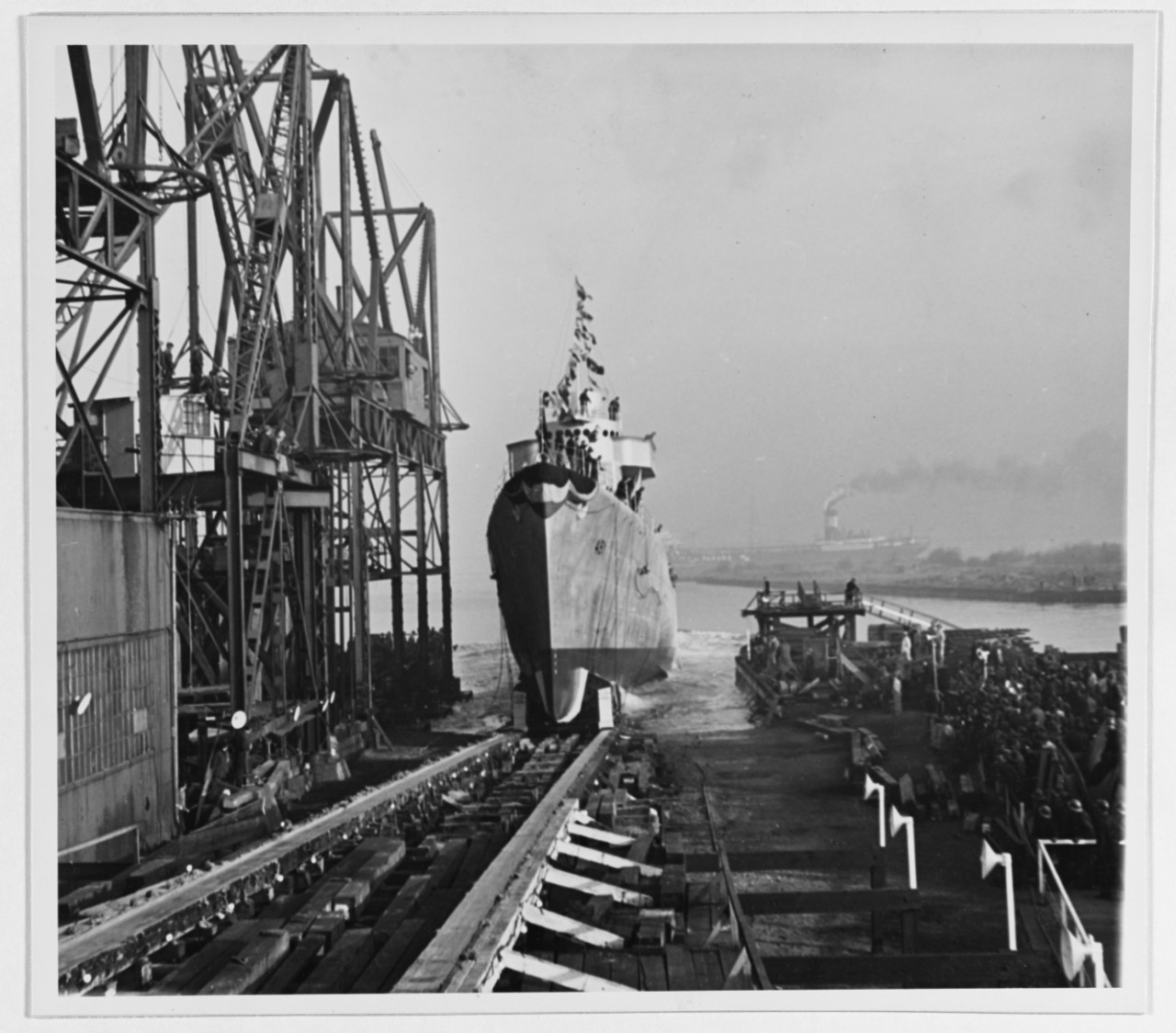
Le à Bethlehem Staten Island glisse le long des voies du bâtiment, lors de son lancement le 19 novembre 1941

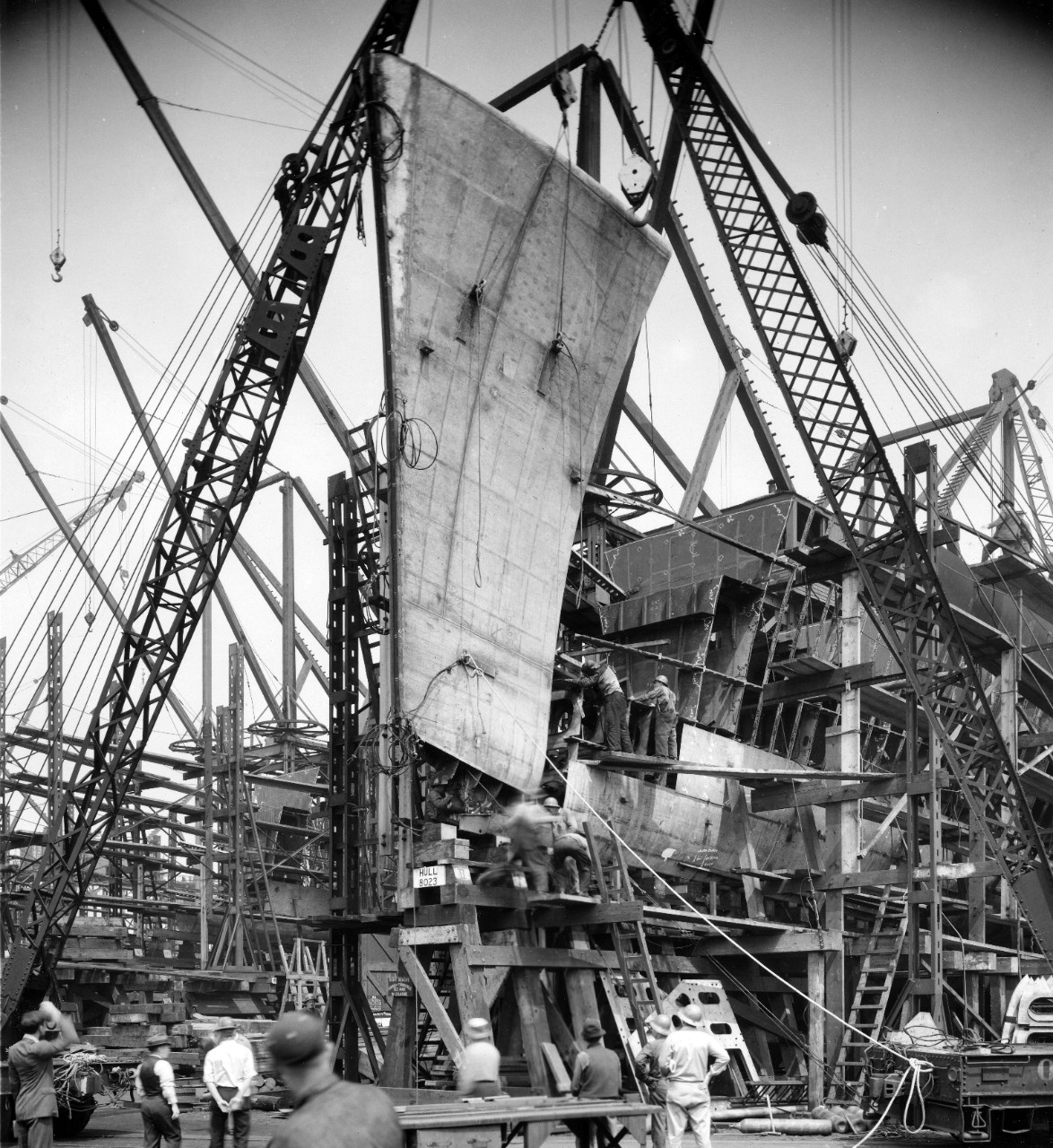
Construction navale à Bethlehem Staten Island pendant la deuxième guerre mondiale

Bethlehem Mariners Harbor, également appelé Bethlehem Staten Island, était un grand chantier naval situé à Mariners Harbor, Staten Island, état de New York.
Le chantier naval a commencé à construire des navires pour la Seconde Guerre mondiale en janvier 1941 dans le cadre du Emergency Shipbuilding Program (programme de construction navale d'urgence) et à la suite de la Two-Ocean Navy Act (loi sur la marine à deux océans) de juillet 1940. Le chantier naval faisait partie de la Bethlehem Shipbuilding Corporation, qui construisait des navires pour la marine américaine (US Navy) et la United States Maritime Commission (Commission maritime des États-Unis). Bethlehem Steel a racheté le chantier naval à United Shipyards en juin 1938. Bethlehem Shipbuilding Corporation a fermé le chantier naval en 1959. L'usine d'hélices et la fonderie ont continué à fonctionner pendant 10 ans sur le site,,,. Depuis 1980, le site est celui de May Ship Repair Contracting Corporation, à côté de Shooters Island, à l'extrémité sud de la baie de Newark, au large de North Shore.

## Construction navale de Staten Island
Le site a débuté en 1903, lorsque William Burlee y a construit un chantier naval qui a ouvert ses portes sous le nom de Staten Island Shipbuilding (SISB). William Burlee a vendu le chantier naval à United Shipyards en 1929. William Burlee a ouvert un chantier de réparation navale à Port Richmond (3 km à l'est de SISB) en 1888 sous le nom de Burlee Drydock Company. En 1903, William Burlee a ouvert un chantier naval plus important à Mariners Harbor. Pendant la Première Guerre mondiale, Staten Island Shipbuilding Port Richmond a construit des dragueurs de mines de la classe Lapwing : AM5, AM6, AM7, AM8, AM44, AM45 et AM46. En 1923, SISB a construit quatre ferries de Staten Island : W.R. Hearst, George W. Loft, Youngstown et Rodman Wanamaker. En 1925, les SISB construisent cinq autres ferries new-yorkais, les : John A. Lynch, Henry Bruckner, William T. Collins, Henry A. Meyer Crathorne, en 1927 le American Legion et en 1927 le Dongan Hills,,.
- Alex McDonald Shipyard était un petit chantier naval situé à côté de Staten Island Shipbuilding (du côté est). Alex McDonald a fondé le chantier avant la Première Guerre mondiale. Alex McDonald a construit sept chasseurs de sous-marins de 110 pieds (33,528 m) pour la marine américaine pendant la Première Guerre mondiale. En 1929, Alex McDonald a fusionné avec Staten Island Shipbuilding[9].

## United Shipyards, Inc
En 1929, Staten Island Shipbuilding a fusionné avec cinq autres grands chantiers de réparation navale new-yorkais pour devenir United Dry Docks, Inc. la plus grande entreprise de ce type au monde, avec l'ancien directeur de Morse Dry Dock and Repair Company, Edward P. Morse, en tant que président du conseil d'administration. United Dry Docks a ensuite changé de nom pour devenir United Shipyards, Inc. United Shipyards a vendu son chantier naval à Bethlehem Steel en 1938,,,.

## Navires de la Seconde Guerre mondiale
En tant que United Dry Dock, Inc.
- 4 des 18 destroyers classe Mahan (1934 et 1935)
  - Mahan (DD-364), Cummings (DD-365), Dunlap (DD-384), Fanning (DD-385)

Après l'acquisition par Bethlehem, au tout début de la période de transition du Emergency Shipbuilding Program (programme de construction navale d'urgence) et à un moment où le programme de construction navale de la marine commençait à prendre de l'ampleur (Naval Act of 1938):
- 5 des 95 C1-B (vers 1939)
  - Cape May / Alcoa Pathfinder (MC-89), lancé le 3 octobre 1940[14]
  - Cape Ann Alcoa Prospector (MC-90), lancé le 2 novembre 1940[15]
  - Cape Neddick (MC-91)
  - Cape Cod (MC-92)
  - Stella Lykes (MC-93)
  - Turbines à vapeur Bethlehem Quincy, double réduction, un arbre[16],[17],[18],[19],[20]
- 3 des 29 remorqueurs classe Cherokee (année fiscale 1939)
  - Navajo (AT-64), Cherokee (AT-66), Seminole (AT-65)

À la suite de la mobilisation industrielle consécutive à la Two-Ocean Navy Act de juillet 1940 et la législation ultérieure
- 44 des 415 destroyers
  - 5 des 30 destroyers classe Benson
    - Farenholt (DD-491), Bailey (DD-492)
    - Meade (DD-602) ... Parker (DD-604)

  - 15 des 175 destroyers classe Fletcher
    - Bache (DD-470), Beale (DD-471)
    - Brownson (DD-518) ... Luce (DD-522)
    - Charles J. Badger (DD-657), Colahan (DD-658)
    - Picking (DD-685) ... Uhlmann (DD-687)
    - Benham (DD-796) ... Monssen (DD-798)

  - 10 des 58 destroyers classe Allen M. Sumner
    - Blue (DD-744) ... Harry E. Hubbard (DD-748)
    - Alfred A. Cunningham (DD-752) ... Beatty (DD-756)

  - 3 des 12 destroyers classe Robert H. Smith destroyer poseurs de mines (Allen M. Sumner)
    - Henry A. Wiley (DM-29) ... J. William Ditter (DM-31)

  - 11 des 98 destroyers classe Gearing
    - Vogelgesang (DD-862) ... Forrest Royal (DD-872)

- Barges classe Type B

## Après-guerre
Après la guerre, de 1946 à 1958, le chantier naval a construit des flotteurs de voitures, des barges, des ferries, des barges-citernes, des barges derrick, des barges de réparation de type B, des bateaux-pompes et des remorqueurs.
Exemples
- LCU 1608, YFU-91, Bateau de débarquement utilitairey [21]
- USNS Chattahoochee (T-AOG-82)
- USAV Vulcan (FMS-789), Atelier de réparation flottant
- Walter B. Keane, Ferry
- Joseph F. Merrell, Ferry
- T1-MET-24a, Pétrolier: Transporteur de produits

## Source
- (en) Cet article est partiellement ou en totalité issu de l’article de Wikipédia en anglais intitulé « Bethlehem Staten Island » (voir la liste des auteurs).